# 1933 en Norvège
Chronologie de la Norvège
- 1929
- 1930
- 1931
- 1932
- 1933
- 1934
- 1935
- 1936
- 1937

Cet article présente les faits marquants de l'année 1933 en Norvège ou relatifs à la Norvège.

## Gouvernance
- Haakon VII est roi de Norvège.
- Jens Hundseid dirige le gouvernement  Hundseid jusqu'au 3 mars, Johan Ludwig Mowinckel lui succède.

## Événements
- La Terre d’Erik le Rouge (en norvégien : Eirik-Raudes-Land) fut le nom donné par le gouvernement norvégien à une partie de la côte du Groenland occupée par la Norvège du 27 juin 1931 au 5 avril 1933. Elle tire sa dénomination d’Erik le Rouge, fondateur des premiers établissements norvégiens au Groenland au Xe siècle. La Cour permanente de justice internationale s’est prononcée, dans un litige opposant le Danemark et la Norvège, contre cette dernière, et le pays a en conséquence abandonné ses revendications territoriales.
- Fuyant le National socialisme, Willy Brandt se réfugie en Norvège au printemps 1933[1].
- Face au gouvernement travailliste, le nationalisme gagne du terrain avec la création, en 1933, par Vidkun Quisling, du Nasjonal Samling (Rassemblement national)[2], un parti très lié au parti nazi allemand.

## Naissances
- Naissance en Norvège en 1933

## Décès
- Décès en Norvège en 1933